# Vòng loại Cúp AFC 2023–24
Vòng loại AFC Cup 2023–24 diễn ra từ ngày 8 tháng 8 đến ngày 23 tháng 8 năm 2023. Tổng cộng 20 đội tham dự vòng loại để xác định 7 trong số 36 suất ở vòng bảng Cúp AFC 2023–24.

## Các đội tham dự
20 đội sau đây chia thành 5 khu vực (Tây Á, Trung Á, Nam Á, ASEAN, Đông Á) tham dự vòng loại, bao gồm ba vòng:
- 2 đội vào vòng sơ loại 1.
- 9 đội vào vòng sơ loại 2.
- 9 đội vào play-off.

| Khu vực    | Các đội vào vòng play-off                                | Các đội vào vòng sơ loại 2                                  | Các đội vào vòng sơ loại 1 |
| ---------- | -------------------------------------------------------- | ----------------------------------------------------------- | -------------------------- |
| Tây Á      | - Al-Khaldiya - Al-Nahda - Al-Ittihad - Shabab Al-Khalil |                                                             |                            |
| Nam Á      |                                                          | - Mohun Bagan SG - Abahani Limited Dhaka - Club Eagles      | - Machhindra - Paro        |
| Trung Á    | - Khujand                                                | - Merw - Alay                                               |                            |
| Đông Nam Á | - Tampines Rovers - PSM Makassar                         | - Yangon United - Phnom Penh Crown - Young Elephants - DPMM |                            |
| Đông Á     | - Monte Carlo - Đài Trung Futuro                         |                                                             |                            |

## Thể thức
Trong các trận đấu vòng loại, mỗi trận đấu sẽ diễn ra một lượt trận duy nhất. Hiệp phụ và loạt sút luân lưu sẽ được sử dụng để phân định thắng thua nếu cần thiết.

## Lịch thi đấu
Lịch thi đấu của mỗi vòng như sau.
| Vòng           | Ngày thi đấu           | Ngày thi đấu |
| -------------- | ---------------------- | ------------ |
| Vòng sơ loại 1 | 8 tháng 8 năm 2023     |              |
| Vòng sơ loại 2 | 15–16 tháng 8 năm 2023 |              |
| Vòng play-off  | 22–23 tháng 8 năm 2023 |              |

## Phân nhánh
Vòng loại của mỗi khu vực được xác định dựa trên bảng xếp hạng hiệp hội của mỗi đội, với đội từ hiệp hội có thứ hạng cao hơn sẽ đăng cai trận đấu. Bảy đội thắng ở vòng play-off sẽ tiến vào vòng bảng cùng với 29 đội vào thẳng.

### Play-off Nam Á
- Mohun Bagan SG tiến vào Bảng D

|  | Vòng sơ loại 1        | Vòng sơ loại 1        |                |   | Vòng sơ loại 2 | Vòng sơ loại 2 |  |  | Vòng play-off | Vòng play-off |
|  |                       |                       |                |   |                |                |  |  |               |               |
|  |                       |                       |                |   |                |                |  |  |               |               |
|  |                       |                       |                |   |                |                |  |  |               |               |
|  |                       |                       |                |   |                |                |  |  |               |               |
|  |                       |                       |                |   |                |                |  |  |               |               |
|  |                       |                       |                |   |                |                |  |  |               |               |
|  | Mohun Bagan SG        | 3                     |                |   |                |                |  |  |               |               |
|  | Mohun Bagan SG        | 3                     |                |   |                |                |  |  |               |               |
|  |                       |                       | Machhindra     | 1 |                |                |  |  |               |               |
|  | Machhindra            | 3                     | Machhindra     | 1 |                |                |  |  |               |               |
|  | Machhindra            | 3                     |                |   |                |                |  |  |               |               |
|  | Paro                  | 2                     |                |   |                |                |  |  |               |               |
|  | Paro                  | 2                     | Mohun Bagan SG | 3 |                |                |  |  |               |               |
|  |                       |                       | Mohun Bagan SG | 3 |                |                |  |  |               |               |
|  |                       | Abahani Limited Dhaka | 1              |   |                |                |  |  |               |               |
|  |                       | Abahani Limited Dhaka | 1              |   |                |                |  |  |               |               |
|  |                       |                       |                |   |                |                |  |  |               |               |
|  |                       |                       |                |   |                |                |  |  |               |               |
|  | Abahani Limited Dhaka | 2                     |                |   |                |                |  |  |               |               |
|  | Abahani Limited Dhaka | 2                     |                |   |                |                |  |  |               |               |
|  |                       |                       | Club Eagles    | 1 |                |                |  |  |               |               |
|  |                       |                       | Club Eagles    | 1 |                |                |  |  |               |               |
|  |                       |                       |                |   |                |                |  |  |               |               |
|  |                       |                       |                |   |                |                |  |  |               |               |
|  |                       |                       |                |   |                |                |  |  |               |               |

### Play-off Tây Á
- Al-Nahda tiến vào Bảng A và  Al-Ittihad tiến vào Bảng B.

|  | Vòng play-off |   |
|  |               |   |
|  |               |   |
|  |               |   |
|  | Al-Khaldiya   | 2 |
|  | Al-Khaldiya   | 2 |
|  | Al-Nahda      | 3 |
|  | Al-Nahda      | 3 |

|  | Vòng play-off    |   |
|  |                  |   |
|  |                  |   |
|  |                  |   |
|  | Al-Ittihad       | 2 |
|  | Al-Ittihad       | 2 |
|  | Shabab Al-Khalil | 1 |
|  | Shabab Al-Khalil | 1 |

### Play-off Trung Á
- Merw tiến vào Bảng E

|  | Vòng sơ loại 2 | Vòng sơ loại 2 |      |   | Vòng play-off | Vòng play-off |
|  |                |                |      |   |               |               |
|  |                |                |      |   |               |               |
|  |                |                |      |   |               |               |
|  |                |                |      |   |               |               |
|  |                |                |      |   |               |               |
|  |                |                |      |   |               |               |
|  | Khujand        | 1              |      |   |               |               |
|  | Khujand        | 1              |      |   |               |               |
|  |                |                | Merw | 2 |               |               |
|  | Merw           | 1              | Merw | 2 |               |               |
|  | Merw           | 1              |      |   |               |               |
|  | Alay           | 0              |      |   |               |               |
|  | Alay           | 0              |      |   |               |               |

### Play-off ASEAN
- Phnom Penh Crown tiến vào Bảng F và  PSM Makassar tiến vào Bảng H.

|  | Vòng sơ loại 2   | Vòng sơ loại 2 |                  |   | Vòng play-off | Vòng play-off |
|  |                  |                |                  |   |               |               |
|  |                  |                |                  |   |               |               |
|  |                  |                |                  |   |               |               |
|  |                  |                |                  |   |               |               |
|  |                  |                |                  |   |               |               |
|  |                  |                |                  |   |               |               |
|  | Tampines Rovers  | 2              |                  |   |               |               |
|  | Tampines Rovers  | 2              |                  |   |               |               |
|  |                  |                | Phnom Penh Crown | 3 |               |               |
|  | Phnom Penh Crown | 3              | Phnom Penh Crown | 3 |               |               |
|  | Phnom Penh Crown | 3              |                  |   |               |               |
|  | Young Elephants  | 0              |                  |   |               |               |
|  | Young Elephants  | 0              |                  |   |               |               |

|  | Vòng sơ loại 2 | Vòng sơ loại 2 |               |   | Vòng play-off | Vòng play-off |
|  |                |                |               |   |               |               |
|  |                |                |               |   |               |               |
|  |                |                |               |   |               |               |
|  |                |                |               |   |               |               |
|  |                |                |               |   |               |               |
|  |                |                |               |   |               |               |
|  | PSM Makassar   | 4              |               |   |               |               |
|  | PSM Makassar   | 4              |               |   |               |               |
|  |                |                | Yangon United | 0 |               |               |
|  | Yangon United  | 2              | Yangon United | 0 |               |               |
|  | Yangon United  | 2              |               |   |               |               |
|  | DPMM           | 1              |               |   |               |               |
|  | DPMM           | 1              |               |   |               |               |

### Play-off Đông Á
- Đài Trung Futuro tiến vào Bảng I

|  | Vòng play-off    |   |
|  |                  |   |
|  |                  |   |
|  |                  |   |
|  | Monte Carlo      | 1 |
|  | Monte Carlo      | 1 |
|  | Đài Trung Futuro | 2 |
|  | Đài Trung Futuro | 2 |

## Vòng sơ loại 1

### Tóm lược
Có tổng cộng 2 đội sẽ thi đấu ở vòng sơ loại 1.
| Đội 1      | Tỉ số | Đội 2 |
| ---------- | ----- | ----- |
| Machhindra | 3–2   | Paro  |

### Nam Á
| Machhindra                             | 3–2      | Paro                                 |
| -------------------------------------- | -------- | ------------------------------------ |
| - Magar 12' - Ghalan 15' - Oladipo 38' | Chi tiết | - B. Shrestha 7' (l.n.) - Asante 71' |

## Vòng sơ loại 2

### Tóm lược
Có tổng cộng 10 đội sẽ thi đấu ở vòng sơ loại 2: 1 đội lọt vào vòng này và 1 đội thắng ở vòng sơ loại 1.
| Đội 1          | Tỉ số | Đội 2       |
| -------------- | ----- | ----------- |
| Mohun Bagan SG | 3–1   | Machhindra  |
| Dhaka Abahani  | 2–1   | Club Eagles |

| Đội 1 | Tỉ số | Đội 2 |
| ----- | ----- | ----- |
| Merw  | 1–0   | Alay  |

| Đội 1            | Tỉ số | Đội 2           |
| ---------------- | ----- | --------------- |
| Phnom Penh Crown | 3–0   | Young Elephants |
| Yangon United    | 2–1   | DPMM            |

### Nam Á
| Mohun Bagan SG                | 3–1      | Machhindra    |
| ----------------------------- | -------- | ------------- |
| - Ali 38', 86' - Cummings 59' | Chi tiết | - Oloumou 78' |

| Dhaka Abahani               | 2–1      | Club Eagles   |
| --------------------------- | -------- | ------------- |
| - Stewart 21' - Quipapá 89' | Chi tiết | - Rizuvan 63' |

### Trung Á
| Merw Mary      | 1–0      | Alay Osh |
| -------------- | -------- | -------- |
| Nurnazarov 13' | Chi tiết |          |

### ASEAN
| Phnom Penh Crown                                | 3–0      | Young Elephants |
| ----------------------------------------------- | -------- | --------------- |
| - Shimizu 58' (ph.đ.) - Ogawa 78' - Nieto 90+3' | Chi tiết |                 |

| Yangon United                      | 2–1      | DPMM       |
| ---------------------------------- | -------- | ---------- |
| - Valencia 79' - Zaw Win Thein 90' | Chi tiết | - Noor 78' |

## Vòng play-off

### Tóm lược
Tổng cộng sẽ có 14 đội tham dự vòng play-off: 9 đội lọt vào vòng này và 5 đội giành quyền vào vòng sơ loại 2.
| Đội 1       | Tỉ số | Đội 2            |
| ----------- | ----- | ---------------- |
| Al-Khaldiya | 2–3   | Al-Nahda         |
| Al-Ittihad  | 2–1   | Shabab Al-Khalil |

| Đội 1          | Tỉ số | Đội 2         |
| -------------- | ----- | ------------- |
| Mohun Bagan SG | 3–1   | Dhaka Abahani |

| Đội 1   | Tỉ số | Đội 2     |
| ------- | ----- | --------- |
| Khujand | 1–2   | Merw Mary |

| Đội 1           | Tỉ số | Đội 2            |
| --------------- | ----- | ---------------- |
| Tampines Rovers | 2–3   | Phnom Penh Crown |
| PSM Makassar    | 4–0   | Yangon United    |

| Đội 1       | Tỉ số | Đội 2            |
| ----------- | ----- | ---------------- |
| Monte Carlo | 1–2   | Đài Trung Futuro |

### Tây Á
| Al-Khaldiya                 | 2–3      | Al-Nahda                                      |
| --------------------------- | -------- | --------------------------------------------- |
| - Abdullatif 69' - Dabo 84' | Chi tiết | - Al-Sabhi 7' - Al-Malki 55' - Al-Sinaidi 77' |

| Al-Ittihad                 | 2–1      | Shabab Al-Khalil |
| -------------------------- | -------- | ---------------- |
| - Al Ahmad 16' - Dahan 45' | Chi tiết | - Taweel 33'     |

### Nam Á
| Mohun Bagan SG                                             | 3–1      | Dhaka Abahani |
| ---------------------------------------------------------- | -------- | ------------- |
| - Cummings 37' (ph.đ.) - Soleimani 58' (l.n.) - Sadiku 60' | Chi tiết | - Stewart 17' |

### Trung Á
| Khujand      | 1–2 (s.h.p.) | Merw Mary                         |
| ------------ | ------------ | --------------------------------- |
| - Boqiev 82' | Chi tiết     | - Ýakşiýew 54' - Ovezmyradov 114' |

### ASEAN
| Tampines Rovers     | 2–3      | Phnom Penh Crown                             |
| ------------------- | -------- | -------------------------------------------- |
| - Kopitović 10, 26' | Chi tiết | - Ogawa 44' - Andrés Nieto 52' - Shimizu 53' |

| PSM Makassar                                      | 4–0      | Yangon United |
| ------------------------------------------------- | -------- | ------------- |
| - Adilson Silva 6', 61' - Everton 36' - Yakob 50' | Chi tiết |               |

### Đông Á
| Monte Carlo   | 1–2      | Đài Trung Futuro                    |
| ------------- | -------- | ----------------------------------- |
| - Jackson 77' | Chi tiết | - Liang Meng-hsin 7' - Takayama 17' |